# Inhérence
Cet article possède un paronyme, voir Inerrance.
En philosophie et en logique, l'inhérence est un concept étroitement lié à celui de « participation ». Si un attribut est « inhérent » à un sujet, le sujet est dit « participer » de l'attribut. Par exemple, si l'attribut « homme » est inhérent à Socrate, comme dans le cas de la phrase « Socrate est un homme », alors Socrate est dit participer de l'attribut « homme ».
Le concept d'inhérence remonte au philosophe présocratique Empédocle, pour lequel les qualités de la matière proviennent  des quatre éléments distribués dans les choses dans des proportions différentes. L'idée a été reprise et développée par Platon et Aristote. Cependant, Platon fait un usage différent de cette notion, puisqu'elle doit justifier selon lui la participation de la matière aux formes du monde intelligible. La forme ou essence est alors conçue comme un principe actif alors que la matière est passive, simple possibilité de réalisation des formes.
Aristote accepte les assertions d'Empédocle et rejette la théorie platonicienne des formes. Selon Aristote, les accidents affectant une substance n'existent pas en dehors d'elle. Ils lui sont nécessairement inhérents.

## Source de la traduction
- (en) Cet article est partiellement ou en totalité issu de l’article de Wikipédia en anglais intitulé « Inherence » (voir la liste des auteurs).